# Apriona yayeyamai
Apriona yayeyamai là một loài bọ cánh cứng trong họ Cerambycidae.